# Defao
 (janvier 2016).
Si vous disposez d'ouvrages ou d'articles de référence ou si vous connaissez des sites web de qualité traitant du thème abordé ici, merci de compléter l'article en donnant les références utiles à sa vérifiabilité et en les liant à la section « Notes et références ».
François Lulendo Matumona, alias Defao, est un chanteur, auteur-compositeur-interprète congolais né le 31 décembre 1958 à Léopoldville et mort le 27 décembre 2021 à Douala,.
Il débute  en 1976, dans de petits groupes de Kinshasa.

## Biographie

### Débuts
Cinq ans plus tard. Defao intègre Le Grand Zaïko Wawa, du guitariste Félix Manuaku en 1981

### Activité actuelle
Il sort l'opus "Famille Kikuta" en 1994, la chanson est dans les Hits-Parades zaïrois. Le titre parle d'une femme abandonnée par son conjoint, qui tente de le convaincre de rentrer dans le foyer. Après 1995, il prend du recul, avec deux nouveaux CD en 1996, un en 1997 et 1998, l'album Copinage avec la chanteuse Mbilia Bel. À côté de cet album, Defao et Big Stars accompagnent en 1989 également Zaksoba, un chanteur burkinabé, sur son CD Sensuel. En 1999, Defao sort Tremblement de terre et La guerre de 100 ans.
En 2000, il dissout son groupe Big Star et passe une partie de l'été à Paris pour y enregistrer l'album Nessy de London.
En 2019, Defao revient à Kinshasa.

### Décès
Defao est décédé le 27 décembre 2021 à l'hôpital Laquintinie à Douala, à 62 ans.

## Discographie

### Albums studio au sein de Choc Stars
- 1985 : Defao à Paris
- 1985 : Santa (avec Koffi Olomidé)
- 1986 : Le Duo Choc à Paris vol. 1 (avec Carlyto)
- 1986 : Hé Wakatsa 2e épisode (avec Carlyto & Debaba)
- 1988 : Chagrin Dimone
- 1989 : La force tranquille (avec Pepe Kalle, Koffi Olomidé, Luciana Demingongo et Carlyto Lassa)
- 1989 : Aimé la congolaise (avec Papa Wemba)
- 1990 : Hitachi

#### Avec Big Stars
- 1992 : Amour scolaire
- 1992 : Djem'S
- 1992 : Amour raté
- 1992 : Solange Mwana Nsuka
- 1993 : Système D
- 1993 : Africa richesse
- 1994 : Donat
- 1995 : Alvaro
- 1995 : Pitié mon amour
- 1995 : Benson « Otoki te okozua mosolo te »
- 1995 : Dernier album 95
- 1996 : Famille Kikuta
- 1996 : Amour interdit
- 1997 : Sala noki
- 1998 : Copinage (avec Mbilia Bel)
- 1998 : Tremblement de terre
- 1998 : Les 2 charlots
- 1999 : La guerre de 100 ans
- 1999 : Bana Congo [volumes 1 et 2]
- 2000 : Nessy de London
- 2006 : Nzombo le soir
- 2010 : Pur encore
- 2011 : Undertaker
- 2016 : Any Time

## DVD, VHS et clips
- 1992 : Solange Mwana Nsuka
- 1994 : Donat
- 1996 : Dernier album 95
- 1996 : Famille kikuta
- 1996 : Phily Mbala
- 1996 : Amour interdit
- 1997 : Sala noki
- 1998 : Copinage
- 1999 : Tremblement de terre
- 2000 : Nessy de London
- 2006 : Nzombo le soir
- 2012 : Undertaker
- 2016 : Any Time

## Anciens musiciens et chanteurs de Big Stars (1991-2021)

### Chanteurs
- Djo Poster "Le Grand Muyaka" (1991-1992) (Décédé)
- Montana Kamenga (1991-2000)
- Adoli Bamweniko (1991-1995)
- Djodjo Bayinge (1991-1996) (Décédé)
- Jirbo Ntunta (1992-2000)
- Teddy Bukasa (1992-1998)
- Debleu Kinanga (1992-2000)
- Kabossé Bulembi (1992-1995 Retour 1996-2000)
- Pompon Miyaké (1993-1995)
- Angela Rifano (1994-1998) (Décédé)
- Paparazzi Thoto (1994-1996)
- Bakolo Keta (1995-1998) (Décédé)
- Eugène Makuta (1996-2000) (Décédé)
- Tusecoze Azuray (1997-1999) (Décédé)
- J-Blue El Buddha (1997-2000)
- Levyson Enigma (1997-2000)
- Cappuccino LBG (1999-2000)

### Guitaristes
- Jagger Bokoko (Guitare Solo) - Depuis 1991-1995 (Décédé)
- Jean-Louis Bikunda (Bassiste) - Depuis 1991-2000
- Guy Wa Nzambi (Bassiste) - Depuis 1991-1995
- Mogus Santu (Guitare Rythmique) - Depuis 1991-1992
- Burkina Faso Mbokaliya (Guitare Solo) - Depuis 1992-1993, Retour 1996-1997
- Laurent Kadogo (Guitares Solo) - Depuis 1992-2000
- Renato Mundele (Guitare Rythmique) - Depuis 1992-2000
- Lady Son Mbala (Guitare Rythmique) - Depuis 1994-2000
- Eddy Kandimbo (Guitares Basse, 1996-2000)
- Mbetenge Domingo (Guitares Solo, Mi Solo, 1998-2002)
- Bourman Idolo (Guitares Rythmique, 1999-2003)

### Batteurs
- Richa Cogna-Cogna (1992-1995)
- Adricha Tipo-Tipo (1992-1992)
- Charlemagne Drum (1996-1999)
- Djudjuchet Luvengoka "Le Rythme" (1997-1999)

### Synthétiseurs
- Francis Ilumbe (1992-1993)
- Blaise Labamba (1995-2000)

### Congas
- Jeff Kavanda (1991-1994)
- Papy Skol (1994-1999)
- Shora Mbonda (1999-2000)

### Animateurs
- Azanga (1991-1995)
- Lidjo (1992-1995)
- Sedjo (1992-1995)
- Théo Mbala (1996-1999)
- Pecosse Mantezolo (1999-2000)

### Danseuses
- Chouna Herady (1991-1995)
- Carine Christodoulou (1993-1996)
- Brigitte Lisumbu (1995-1999)
- Mamie Chouchouna (1996-1999)
- Waba Clara (2000-2000)